# Río Cholchol

Le Cholchol est un cours d'eau de la région de l'Araucanie, au Chili. Il commence près de Cholchol, au confluent de plusieurs cours d'eau qui descendent de la cordillère de Nahuelbuta. À son confluent avec le Río Cautín (près de la ville de Nueva Imperial), ce dernier devient le Rio Imperial. 